# Собор Святого Віта (Рієка)
Собор святого Віта (Собор Св. Віда) (хорв. Katedrala sv. Vida) — католицький собор у місті Рієці, Хорватія. Кафедральний храм Рієцької архієпархії, цінна історико-архітектурна пам'ятка бароко, з рисами Відродження 1-ї половини XVI — 1-ї половини XVII століття. Освячений в ім'я святого Віта.
Собор розташований у північній частині міста Рієки. Церква побудована у формі ротонди, що є доволі незвичним для хорватської архітектури. Зовні храм містить бароковий декор, в інтер'єрі присутні риси бароко та ренесансу.
Усередині храму домінують могутні колони, що підтримують склепіння капели, у якій розміщені мармурові вівтарі. Їх виготовили знані італійські майстри Леонардо Пакассі (Pacassi), Паскуале Лаззаріні (Lazzarini) та Антоніо Мікелацці (Michelazzi) у період між 1696 і 1740 роками.

## Історія

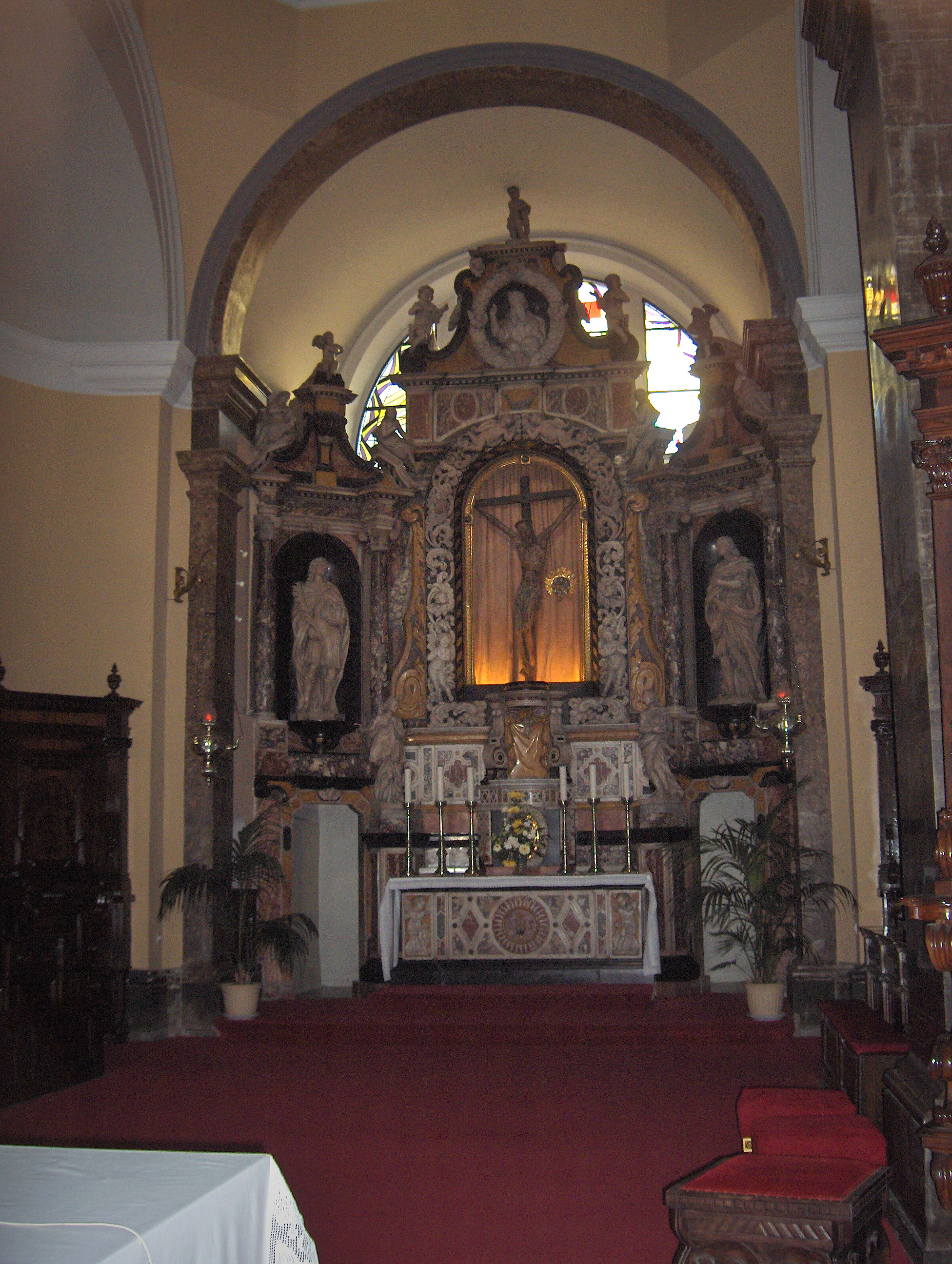
Вівтар собору

Первинно на місці рієцького собору святого Віта розташовувалася невелика романська церква, також присвячена святому Віту, одному з покровителів Рієки. Після будівництва нової церкви зі старого храму до неї були перенесені один з вівтарів і кам'яне розп'яття (обидва були створені в XIII столітті). Нині старовинне кам'яне розп'яття з Рієцького собору вшановується віруючими як чудотворне. Ця традиція має легендарне підґрунтя — ніби в 1296 році такий собі Петар Лончарич (Petar Lončarić) у пориві гніву жбурнув камінь у старе розп'яття, а з нього полилась рідина, схожа на кров, яку було зібрано у спеціальний флакон. 
Будівництво теперішньої культової споруди почалося в 1638 році і тривало майже 100 років. Зокрема, будівництво куполу й ораторію для ченців на першому поверсі за проектом архітектора Бернардина Мартінуцці (Martinuzzi) було завершено в 1727 році.
Взірцем для створення храму послужив знаменитий венеціанський собор Санта-Марія делла Салюте. Зводили храм єзуїти. 
Зовнішній вигляд церкви не зазнав істотних змін від XVIII століття, хоча було здійснено декілька оновлень. Так, у 1727 році була добудована низька дзвіниця, перший поверх якої сполучався з колегією. 
Аж до 20-х років XX століття рієцька церква святого Віта була храмом Ордена єзуїтів. Після того, як Рієка стала центром єпархії, а з 1969 року — також архієпархії, церква святого Віта набула статусу кафедрального собору.
Папа Римський Іван-Павло II 8 червня 2003 року перед собором освятив каноніків, клір і присутніх вірників.
Рієцький собор святого Віта зображений на реверсі купюри в 100 хорватських кун.